# Мерило Яніка Бориславівна
Яніка Борисла́вівна Мери́ло (ест. Jaanika Merilo, нар. 16 листопада 1979, Тарту, Естонська РСР) — громадська діячка та ІТ фахівець, радниця віце-прем'єр-міністра — міністра цифрової трансформації Михайла Федорова, радниця міністра інфраструктури Владислава Криклія, засновниця благодійного проекту Angels та НГО Heroiam Slava. З жовтня 2024 року є керівником цифрової охорони здоров'я та соціальної допомоги в Міністерстві соціальних справ Естонії.

## Життєпис
Громадянка Естонії, її батько — Борислав Михалевич, художник, філософ, українець із Кам'янця-Подільського. Батько закінчив філософський факультет Санкт-Петербурзького університету. Викладав мистецтво у Талліннському Міжнародному Університеті Соціальних Наук «LEX» (професор). Член Спілки художників СРСР з 1980 року, Росії, Естонії та Міжнародного Союзу художників. З 2013 року є Президентом Спілки художників Авангард у Санкт-Петербурзі. Мати Гейніке Гейнсоо (нар. 5 травня 1956), доцент Тартуського університету. Яніка одна дитина у сім'ї.
1997 року закінчила «Гімназію Мійна Хярма» в Тарту. Навчалася у Естонській бізнес-школі (EBS). Пізніше закінчила програму MBA в університеті Камбрiя, Велика Британія.
Працювати почала у 1996 році (в 16 років) програмістом компанії «Astrodata». З січня 1997 року по листопад 1999 року працювала в компанії «Olivetti Systems». З лютого 2000 року по липень 2004 року Яніка працювала у фінській компанії «Arvopaperi», на посаді спеціаліста з аналітики. У 2000 році Яніка Мерило засновує власну IT-компанію «Infobahn».
З 2000 опікується питаннями залучення коштів на ринки Росії, України, країн Балтії, обіймала керівні посади в низці інвестиційних фондів Європи. Спеціалізується на інформаційних технологіях та інвестиційному бізнесі; свого часу стала першою жінкою в клубі бізнес-ангелів Estonian Business Angels Network (ESTBAN).
З липня 2004 року по лютий 2005 року працювала у фонді «Martinson Trigon Venture Partners», що спеціалізується на інвестуванні в ЗМІ, технології і телекомунікації в Росії, в країнах Балтії, Центральної і Східної Європи.
У 2008—2012 працювала керуючим директором інвестиційного фонду US Invest, що керував коштами в розмірі 350 млн доларів.
Восени 2004 року Яніка Мерило створює асоціацію «Estonian Investor Association», в якій вона працювала до вересня 2011 року.
З лютого по липень 2008 року Яніка Мерило працювала інвестиційним менеджером у Фонді «Estonian Development Fund». Даний проект був запущений естонським парламентом з метою ініціювання та підтримки змін в економіці країни, інвестиції в технологічні компанії з високим експортним потенціалом. Серед посадових обов'язків Яніки були: пошук потенційних компаній, надання їм допомоги в підготовці інвестицій, пошук співінвесторів, фінансове моделювання, ведення переговорів.
З червня 2008 року по грудень 2012 року Яніка працює керуючим директором приватної інвестиційної компанії «US Invest AS» зі штаб-квартирою в Талліні (Естонія). З вересня 2011 року була задіяна у фонді «Entreprise Estonia» (EAS), що займається сприянням підприємницької та регіональної політики в Естонії.
З квітня 2014 була головою ради директорів «Фонду BrainBasket», входить до його наглядової ради.
З листопада 2014 обрана на посаду виконавчого директора Української асоціації венчурного капіталу та прямих інвестицій UVCA В березні 2016 Наглядова Рада асоціації обрала іншого виконавчого директора.
З 5 січня по квітень 2015 — радник міністра економічного розвитку і торгівлі України Айвараса Абромавичуса. На цій посаді Мерило відповідала за напрям залучення інвестицій, поліпшення інвестиційного та бізнес-клімату, координації міжнародних програм і розробку рішень електронного уряду.
З 15 червня 2015 — позаштатний радник міського голови Львова з питань новітніх технологій; з 30 грудня — директор з інновацій того ж міста.
11 травня 2016 року стала радником на громадських засадах міністра інфраструктури України Володимира Омеляна.
З 31 жовтня 2016 прийнята на посаду радника міського голови міста Дніпро на громадських засадах. До її сфери входять електронне урядування, послуги, електронні торги, а також центри надання адміністративних послуг.
З листопада 2018 також керівник регіону Скандинавії компанії ELEKS, однієї з найбільших ІТ-компаній України.
Також була радницею голови комітету закордонних справ Парламенту Естонії та p 2014 року експертка Агентства електронного урядування України.
З 19 липня 2019 радниця голови Державної митної служби Максима Нефьодова.
З 16 жовтня 2019 радниця Віце-прем'єр-міністра — Міністра цифрової трансформації Михайла Федорова
З жовтня 2019 радниця міністра інфраструктури Владислава Криклія
З березня 2023 радник інновацій та міжнародної співпраці в Міністерстві соціальних справ Естонії.
З жовтня 2024 керівник цифрової охорони здоров'я та соціальної допомоги в Міністерстві соціальних справ Естонії.

## Громадська діяльність
У травні 2013 року Яніка Мерило стає членом організації «Estonian Business Angels Network» (ESTBAN), а в жовтні цього ж року стає спеціальним радником Голови Комітету у закордонних справах, члена Парламенту Естонії.
Засновниця благодійної ініціативи — Angels Яніки Мерило, що спрямована на розвиток любові в дітях до книг, музики і навколишньому середовищу, працюють чотири проекти: Book Angel — дарує книжки дитячим садочкам та бібліотекам; Sound Angel — підтримка молодих музикантів, стипендії, музичні інструменти; Eco Angel — залучення школярів та активістів до прибирання навколишнього середовища, озеленення; School Angel — оновлення шкільного меню за допомогою кращих рестораторів.
Під час російського вторгнення стала співзасновницею естонської громадської організації «Herojam Slava», що збирає гроші на безпілотники для України та допомагає уповноваженому ВРУ з прав людини в пошуку та поверненні депортованих до Росії українських дітей.

## Відзнаки
2015 року видання Estonian World назвало Яніку однією з 12 найвідоміших жінок Естонії у світі
У 2015 обрана Google і Financial Times одним зі 100 новаторів, інновації яких змінюють світ
У 2015, 2016, 2017 та 2018 роках входила до списку найвпливовіших жінок в Україні за версією журналу Фокус (2015 — 66 місце, 2016 — 54 місце, 2017 — 59 місце i 2018 — 57 місце)
У березні 2017 року Яніка Мерило потрапила у рейтинг «50 Леді Бізнесу» журналу Бізнес у розділі «IT, Телеком» за те, що вона є «одним з нечисленних прикладів успішного поєднання бізнесу та державної діяльності»
У 2016/2017 роках займала перше місце в номінації «Найбільший внесок у розвиток галузі стартапів» у конкурсі PaySpace Magazine Awards однойменного онлайн-журналу
У 2016 також була названа «Реформатором Тижня» (Kyiv Post)
Названа журналом Форбс «прикладом кращого лобіста нового покоління в Україні»
У 2019 увійшла у рейтинг найвпливовіших леді України — ТОП-50, складений журналом Корреспондент
У 2019 увійшла в 25 fintech-менеджерів країни
У 2021 номінована у рейтингу «ТОП-50 найвпливовіших жінок ФінТеху», що розроблений Українською асоціацією фінтех та інноваційних компаній за підтримки Проекту USAID «Трансформація фінансового сектору» та EFSE Development Facility
У 2021 увійшла до рейтингу TechDrivers 100 як одна з «людей, які рухають диджитал і технології України вперед».
У 2019, 2020 та 2021 роках входила до списку найвпливовіших жінок в Україні за версією журналу Корреспондент. 
У 2023 ГО «Героям Слава» нагороджено подякою міністра оборони Естонії за збирання розвідувальних безпілотників та пожертв на користь України.

## Літературна творчість
Видала збірку віршів «Не в риму», що знайшла позитивний відгук у критиків; публікується в літературних журналах.

## Твори
- Jaanika Merilo, Herkki Erich Merila. Rütmist väljas. — Kentaur, 2008. — 55 с. — ISBN 9789985985229.
- Яника Мерило. Я от Яники. — Х. : Фоліо, 2020. — 192 с. — ISBN 978-966-03-9426-1.
- Jaanika Merilo. Minu Ukraina. — Petrone Print, 2021. 256 c. — ISBN 978-9916-605-92-9